# Éloi Charles Balathier de Bragelonne
Pour les articles homonymes, voir Balathier et Bragelonne.
Éloi Charles Balathier de Bragelonne, né le 13 décembre 1771 à Bastia en Corse et mort le 30 juillet 1830 à Versailles dans les Yvelines, est un général français du Premier Empire.

## Biographie
Ancien de l'École de Brienne, il sert en Corse et en Italie, où il devient général de brigade à titre italien le 11 juillet 1811. Il sert en Espagne où il s'illustre en 1811 au siège de Tarragone, au combat de Segorbe et à Valence. Il participe à la campagne de Saxe en 1813. À la Première Restauration, il est promu maréchal de camp le 22 septembre 1814. Il est fait officier de la Légion d'honneur le 18 mai 1820.
Il meurt fou le 30 juillet 1830, à Versailles.

## Sources
- Dictionnaire Napoléon de Jean Tulard, "Mémoires du Maréchal Suchet " LCV.
- « Cote LH/96/68 », base Léonore, ministère français de la Culture